# فيليبو فيجليو
فيليبو فيجليو مواليد 21 مارس 1974، هو لاعب كرة مضرب سويسري سابق وكان يلعب باليد اليمنى. أعلى تصنيف له في الفردي كان المركز الـ 273 في سنة 1996. أعلى تصنيف له في الزوجي كان المركز الـ 105 في سنة 1999.

## النهائيات

### الزوجي: (3)
| الرقم | السنة | الدورة                             | الأرضية | الشريك              | المنافس في النهائي          | النتيجة في النهائي |
| ----- | ----- | ---------------------------------- | ------- | ------------------- | --------------------------- | ------------------ |
| 1.    | 1997  | نيوكاسل أبون تاين, بريطانيا العظمى | ترابية  | أوسكار باريزا لوبيز | أرنو كليمان رودولف جيلبرت   | 7-5, 4-0 RET       |
| 2.    | 1999  | هايلبرون، ألمانيا                  | سجاد    | مايكل كولمان        | جستين جيملستوب كريس وودروف  | 6-4, 6-7(3), 7-5   |
| 3.    | 1999  | هامبورغ، ألمانيا                   | سجاد    | مايكل كولمان        | مارتن غارسيا كريستيانو تستا | 6-4, 7-6(3)        |

## روابط خارجية
- فيليبو فيجليو على موقع رابطة محترفي التنس (الإنجليزية)
- فيليبو فيجليو على موقع الاتحاد الدولي لكرة المضرب (الإنجليزية)
- فيليبو فيجليو على موقع خلاصة التنس.كوم (الإنجليزية)